# Wagging Tongue
«Wagging Tongue» és el cinquanta-vuitè senzill del grup anglès de música electrònica Depeche Mode, el tercer extret de l'àlbum Memento Mori.
Es tracta tot just de la quarta cançó en la qual van col·laborar Dave Gahan i Martin Gore en tota la trajectòria de la banda (anteriorment «Oh Well», «Long Time Lie» i «You Move»), i la primera que va acabar sortint com a senzill. Gahan va fer la composició original i va gravar una demo petita tocant la guitarra de forma maldestre, llavors Martin la va finalitzar afegint els acords i sintetitzadors.
El videoclip va ser dirigit per Sacred Egg i la col·laboració d'Anton Corbijn. Va ser publicat el 24 de maig de 2024.
La banda britànica Wet Leg va remesclar la cançó i la publicat el 6 de juny de 2023. Aquesta remescla va ser nominada als premis Grammy en la categoria de millor remescla.

## Llista de cançons
| 1.            | «Wagging Tongue» (Remix featuring Kid Moxie)                  | 4:06  |
| 2.            | «Wagging Tongue» (Wet Leg Remix)                              | 4:38  |
| 3.            | «Wagging Tongue» (Edu Imbernon & Clemente 'Imbermind' Vision) | 5:24  |
| 4.            | «Wagging Tongue» (Daniel Avery Remix)                         | 4:30  |
| 5.            | «Wagging Tongue» (Henning Baer Remix)                         | 4:51  |
| 6.            | «Wagging Tongue» (Hawtin Gaiser Remix)                        | 6:35  |
| 7.            | «Wagging Tongue» (Gabe Gurnsey Remix)                         | 5:49  |
| 8.            | «Wagging Tongue» (Decius Remix)                               | 6:28  |
| 9.            | «Wagging Tongue» (Kiimi's Enjoy the Ride Dub Remix)           | 5:44  |
| Durada total: | Durada total:                                                 | 48:05 |

| 1.            | «Wagging Tongue» (Hawtin Gaiser Remix)      | 6:36  |
| 2.            | «Wagging Tongue» (Daniel Avery Remix)       | 4:30  |
| 3.            | «Wagging Tongue» (Henning Baer's 808 Remix) | 4:51  |
| Durada total: | Durada total:                               | 15:57 |